# Anoplodactylus laminifer
Anoplodactylus laminifer is een zeespin uit de familie Phoxichilidiidae. De soort behoort tot het geslacht Anoplodactylus. Anoplodactylus laminifer werd in 1974 voor het eerst wetenschappelijk beschreven door Arnaud. 